# Consiglio di classe
Il consiglio di classe (o consiglio di interclasse nella scuola primaria) è un organo collegiale della scuola italiana, istituito con il D.P.R. 416 del 31 maggio 1974, accluso ai Provvedimenti Delegati sulla scuola.

## Funzioni
Il consiglio di classe ha il compito di formulare proposte al Collegio Docenti relative all'azione educativa e didattica e agevolare il rapporto tra docenti, genitori e studenti.
I provvedimenti disciplinari a carico degli alunni consistenti nell'allontanamento dalle lezioni fino a 15 giorni sono di competenza del consiglio di classe.
Con la sola presenza dei docenti ha competenza riguardo alla realizzazione del coordinamento didattico e dei rapporti interdisciplinari e alla valutazione periodica e finale degli alunni.

## Il consiglio di interclasse nelle scuole primarie
Nella scuola primaria fanno parte del consiglio di interclasse:
- il dirigente scolastico, con le funzioni di presidente;[3]
- i docenti del gruppo di classi parallele;
- un rappresentante dei genitori per ciascuna delle classi interessate.

Il dirigente nomina un segretario tra i docenti del consiglio.

## Il consiglio di classe nelle scuole secondarie di primo grado
Nella scuola secondaria di primo grado fanno parte del consiglio di classe:
- il dirigente scolastico, con le funzioni di presidente;[3]
- i docenti della classe, compresi i docenti di sostegno;
- quattro rappresentanti dei genitori, eletti dai genitori degli alunni iscritti alla classe.

Il dirigente nomina un segretario tra i docenti del consiglio.

## Il consiglio di classe nelle scuole secondarie di secondo grado
Nella scuola secondaria di secondo grado fanno parte del consiglio di classe:
- il dirigente scolastico, con le funzioni di presidente;[3]
- i docenti della classe, compresi i docenti di sostegno e gli insegnanti tecnico-pratici;
- due rappresentanti dei genitori, eletti dai genitori degli alunni iscritti alla classe;
- due rappresentanti degli studenti, eletti dagli studenti della classe.

Il dirigente nomina un segretario tra i docenti del consiglio.

## I.T.P. e voto in consiglio di classe
Gli insegnanti tecnico-pratici fanno parte a pieno titolo del consiglio di classe e il loro voto è dotato di pienezza di valore deliberativo.
In base alla C.M. 28/2000 anche qualora il loro insegnamento fosse svolto in compresenza con un docente di teoria, gli I.T.P. votano comunque in maniera autonoma e indipendente, poiché in consiglio di classe si vota per testa e non per materia. La regola si applica per tutte le decisioni prese dal consiglio, ivi inclusi il voto di condotta e l'ammissione all'anno successivo.
Solo ed esclusivamente per quanto riguarda la singola disciplina insegnata il voto sarà unico.